# Josefina Miró Marsà
Josefa Miró Marsà (Barcelona, 30 de noviembre de 1927), conocida como Josefina Miró Marsà, es una pintora y dibujante que desarrolló su actividad artística a mediados del siglo XX. 
En los inicios de su trayectoria cultivó una pintura expresionista que evolucionó hacia la abstracción geométrica y hacia el informalismo más tarde. También se la ha encuadrado como neofigurativa por parte de varios estudios del panorama artístico español. Según Josep María Garrut, Miró Marsà, «cono sólida intuición del color, supo expresarse en las gamas frías y calientes con maestría, como destacó más tardo en la época abstracta».
Cursó estudios en la Escola Superior de Belles Arts de Sant Jordi. Participó en varios certámenes y exposiciones colectivas de Barcelona, entre ellos el Salón de Mayo y varias ediciones de los Salones Femeninos de Arte Actual de Barcelona. En diciembre de 1950 participó en el concurso organizado por las Galerías Layetanas con la obra Navidad, que consiguió valoraciones positivas. En el año 1960 expuso una pintura al óleo en la Exposición Nacional de Bellas artes de Barcelona, en el catálogo de la cual aparece citada como discípula de Antoni Vila Arrufat.

## Obras destacadas
- 1960 - Abstracción (óleo sobre tela), conservada en la Biblioteca-Museu Víctor Balaguer.[3]
- c. 1962 - Barco amb dos màstils (técnica mixta sobre tela), conservada en la Biblioteca-Museu Víctor Balaguer.